# World Games 2022/Aerobic
Bei den World Games 2022 in Birmingham, Alabama, fanden vom 12. bis 13. Juli insgesamt vier Wettbewerbe im Aerobic statt. Ausgetragen wurden die Wettkämpfe in der Legacy Arena im Birmingham-Jefferson Convention Complex.

## Bilanz

### Medaillenspiegel
| Platz  | Land          | Gold | Silber | Bronze | Gesamt |
| ------ | ------------- | ---- | ------ | ------ | ------ |
| 1      | Ungarn        | 2    | 2      | —      | 4      |
| 2      | Italien       | 1    | 1      | —      | 2      |
| 3      | Brasilien     | 1    | —      | —      | 1      |
| 4      | Rumänien      | —    | 1      | 2      | 3      |
| 5      | Aserbaidschan | —    | —      | 1      | 1      |
| 5      | Bulgarien     | —    | —      | 1      | 1      |
| Gesamt | Gesamt        | 4    | 4      | 4      | 12     |

### Medaillengewinner
| Disziplin | Gold | Silber | Bronze |
| --------- | --- | --- | --- |
| Paare     | BrasilienLucas Barbarosa Tamirez Silva                                                                                 | UngarnDaniel Bali Fanni Mazacs                                                                                              | BulgarienAntonio Papasow Anna Maria Stoilowa |
| Tanz      | UngarnBalázs Farkas Kata Hajdú Zoltán Lőcsei Anna Makranszki Vanessza Ruzicska Janka Ökrös Zsófia Simon Panna Szöllősi | RumänienLeonard Manta Antonio Surdu Darius Branda Mihai Alin Popa Mirela Frîncu Daria Mihaiu Sarmiza Niculescu Sandra Dincă | AserbaidschanVladimir Dolmatov Madina Mustafayeva Khadija Guliyeva Rauf Hajiyev Sanan Mahmudlu Nigar Mir Jalalli Nazrin Mustafayeva Aykhan Ahmadli |
| Gruppe    | ItalienSara Cutini Matteo Falera Davide Nacci Marcello Patteri Francesco Sebastio                                      | UngarnBalázs Farkas Zoltán Lőcsei Panna Szöllősi Fanni Mazács Dániel Bali                                                   | RumänienGabriel Bocșer Leonard Manta Mihai Alin Popa Antonio Surdu Daniel Țavoc                                                                    |
| Trio      | UngarnBalázs Farkas Fanni Mazács Dániel Bali                                                                           | ItalienSara Cutini Davide Nacci Francesco Sebastio                                                                          | RumänienGabriel Bocșer Miruna Iordache Daniel Țavoc                                                                                                |